# Víktor Onopko
Víktor Onopko   (Luhansk, 14 d'octubre de 1969) Viktor Savélievitx Onopko és un futbolista rus, ja retirat, que ocupava la posició de defensa.

## Biografia
Onopko va donar les seues primeres passes al Stakhanovets Stakhanov, d'on va passar a equips ucraïnesos de primer nivell com el Shakhtar Donetsk o el Dinamo de Kyiv, tot i que amb prou feines va jugar amb aquests conjunts, per aquell temps a la lliga soviètica. El 1990 retorna a Donetsk on ja gaudeix de la titularitat i es presenta com un dels defenses més prometedors de Rússia.
El 1992 fitxa per l'Spartak de Moscou. A l'equip capitalí passa tres temporades i es converteix en peça clau a la defensa, sumant més d'un centenar de partits i marcant fins a 23 gols. A més a més, va ser nomenat futbolista rus dels anys 1993 i 1994. El 1995 deixa la lliga russa i es trasllada a l'espanyola, a les files del Reial Oviedo. L'equip asturià serà on passe la major part de la seua trajectòria, fins al 2002, sent titular i imprescindible perquè els ovetencs mantingueren la categoria.
Després d'un breu pas pel Rayo Vallecano, el 2003 retorna al seu país, aquesta vegada a l'Alania Vladikavkaz. L'any posterior fitxa pel FC Saturn, on es retirarà el 2005.

## Selecció
Amb 109 internacionalitats, Onopko és el jugador que més vegades ha vestit la samarreta de la selecció russa de futbol. Va formar part del combinat del seu país que va acudir als Mundials de 1994 i 2002, així com l'Eurocopa de 1996. En canvi, es va perdre l'edició de Portugal, el 2004, per una lesió.